# Lipstick Traces: A Secret History of the 20th Century
Lipstick Traces: A Secret History of the 20th Century (en català traduïble com «Rastres de pintallavis: Una història secreta del segle XX») és un llibre de no ficció publicat el 1989 escrit pel crític musical Greil Marcus, que examina la música popular i l'art com una crítica social de la cultura occidental. El llibre contempla moviments d'avantguarda del segle xx com el dadaisme, la Internacional Lletrista o la Internacional Situacionista i la seva influència en les contracultures de finals de segle i, en especial, als Sex Pistols i al punk. El segell Rough Trade va publicar, l'any 1993, la "banda sonora" de Lipstick Traces. Un treball que compila moltes de les cançons que apareixen a les pàgines del llibre. El 1999, el llibre va ser adaptat al teatre per Rude Mechanicals (a.k.a. Rude Mechs) d'Austin, Texas. L'obra de teatre ha rodat per tots els Estats Units d'Amèrica, incloent l'Off-Broadway el 2001 - i també s'ha representat a Salzburg (Àustria). El 2005, l'obra va ser convidada a unir-se a l'Arxiu de Literatura Dramàtica de la Biblioteca Pública de Nova York.